# Hipálcimo
En la mitología griega Hipálcimo (Ἱππάλκιμος), Hipalmo (Ἵππαλμος), Hipalcmo (Ἵππαλκμος) o Hipalco (Ἱππάλκιμον) es un héroe de cuya historia hay dos versiones, y su nombre varía de una fuente a otra.

## Hijo de Itono
Dice Diodoro que Itono, el hijo de Beoto, tuvo cuatro hijos, entre ellos Hipálcimo. Pero Penéleo, el hijo de Hipálcimo y Astérope, fue uno de los cinco caudillos del contingente de Beocia durante la guerra de Troya. Los otros fueron Leito, Arcesilao, Protoénor y Clonio.

## Hijo de Pélope
Hipalco es uno de los muchos hijos de Pélope y de Hipodamía. Higino dice que Hipálcimo fue uno de los argonautas y procedía de Pisa, pero en la Biblioteca mitológica se dice que en realidad el argonauta fue Penéleo, a la sazón hijo de Hipalmo.